# Hakea hookeriana
Hakea hookeriana (лат.) — кустарник, вид рода Хакея (Hakea) семейства Протейные (Proteaceae), произрастающий в районе Голдфилдс-Эсперанс (Западная Австралия). Цветёт с сентября по январь.

## Ботаническое описание

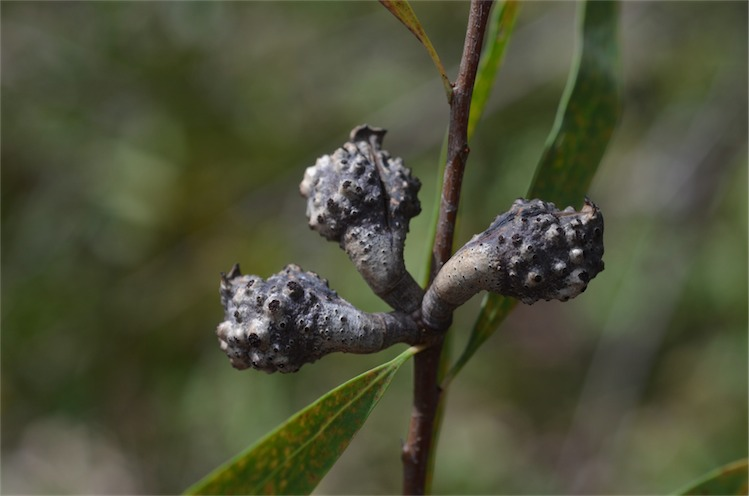
Плоды Hakea hookeriana'.

Hakea hookeriana — прямостоящий слаборазветвленный кустарник, обычно вырастает на высоту от 1 до 5 м. Ветви могут быть либо голыми, либо волосистыми, либо железистыми. Узкие яйцевидные листья имеют длину от 7 до 13 см и ширину от 10 до 25 мм. Красно-коричневые, белые или кремово-жёлтые цветы появляются с сентября по январь. Соцветие зонтиковидное, содержит пять, семь или девять цветков с неравномерной остью. Плоды косоугольной формы длиной от 5 до 5,5 см и шириной от 2,7 до 3,3 см. Семена яйцевидной формы с крылом вниз по одной стороне.

## Таксономия
Вид Hakea hookeriana был описан швейцарским ботаником Карлом Мейсснером в 1856 году как часть работы Огюстена Пирама Декандоля Prodromus Systematis Naturalis Regni Vegetabilis. Вид назван в честь английского ботаника-систематика Уильяма Джексона Гукера.

## Распространение и местообитание
H. hookeriana встречается в восточной части Национального парка Фицджералд-Ривер по южному побережью округа Голдфилдс-Эсперанс в Западной Австралии, где растёт среди скал и скальных обнажений, в оврагах на кварцитовых почвах. Как правило, является частью кустарниковых зарослей, включающих Banksia quercifolia.